# Радоші
Радоші (рум. Radoși) — село у повіті Горж в Румунії. Входить до складу комуни Красна.
Село розташоване на відстані 214 км на північний захід від Бухареста, 30 км на північний схід від Тиргу-Жіу, 97 км на північ від Крайови.

## Населення
За даними перепису населення 2002 року у селі проживали 764 особи, усі — румуни. Усі жителі села рідною мовою назвали румунську.